# 计算史
计算的历史比计算硬件和现代计算技术的历史还要长，包括用于笔和纸或粉笔和石板的方法的历史，无论是否借助表格的帮助。